# نايجل هاكيت
نايجل هاكيت (22 أغسطس 1962 في المملكة المتحدة - ) (بالإنجليزية: Nigel Hackett)‏ هو لاعب كريكت بريطاني. لعب مع المقاطعات الوطنية للكريكيت الإنجليزي والويلزي ‏ ونادي مقاطعة ستافوردشاير للكريكت ‏.

## وصلات خارجية
- نايجل هاكيت على موقع إي آس بي آن كريك إنفو (الإنجليزية)